# Диб'янки
Диб'янки — село в Україні, у Львівському районі Львівської області. Населення становить 28 осіб. Орган місцевого самоврядування - Пустомитівська міська рада.

## Населення
За даними всеукраїнського перепису населення 2001 року, у селі мешкало 28 осіб. Мовний склад села був таким:
| Мова       | Число ос. | Відсоток |
| ---------- | --------- | -------- |
| українська | 28        | 100      |